# Đình Quang
Đình Quang (16 tháng 7 năm 1928 – 12 tháng 7 năm 2015) là đạo diễn sân khấu, nhà viết kịch, nhà nghiên cứu lý luận sân khấu, nguyên Thứ trưởng Bộ Văn hoá Thông tin, nguyên Hiệu trưởng Trường Đại học Sân khấu Điện ảnh Việt Nam. Ông đã được Nhà nước trao tặng danh hiệu Nghệ sĩ nhân dân, học vị Tiến sĩ và Giải thưởng Hồ Chí Minh về Văn học – Nghệ thuật.

## Tiểu sử và sự nghiệp
Ông tên thật là Nguyễn Đình Quang, sinh năm 1928 tại Hà Nội, trong một gia đình có 16 anh chị em, cha là một bác sĩ có tiếng. Trong kháng chiến chống Pháp, ông nhập ngũ vào bộ đội. Sau đó ông trở thành diễn viên, rồi giữ chức Trưởng đoàn kịch trung đoàn 77, Trưởng đoàn văn công Sư 325 tại mặt trận Bình Trị Thiên. Ngoài diễn kịch, ông còn trở thành một nghệ sĩ ngâm thơ với những bài Đêm nay Bác không ngủ (Minh Huệ) và Ta đi tới (Tố Hữu) đã được ghi vào đĩa. Ông còn viết nhiều vở kịch kháng chiến như Người anh (1947), Bên kia (1949), Lối vườn hoa (1950), Hạt vàng (1951), Khăn tang kháng chiến (1952)...
Sau kháng chiến, ông được cử sang học đạo diễn tại Học viện Hý kịch Trung ương Bắc Kinh. Sau đó ông tiếp tục tu nghiệp bằng tiến sĩ ở đại học Humboldt ở Berlin. Thời gian này ông cũng đã dàn dựng nhiều vở diễn ở nước bạn như Cờ hồng phấp phới, Liệt hỏa hồng tâm, Gia đình cách mạng, Đông qua xuân đến... Sau khi về nước ông đã trở thành một trong thế hệ đạo diễn sân khấu đầu tiên của Việt Nam, và là người đầu tiên giới thiệu phương pháp sân khấu Stanislavski và Bertolt Brecht. Ông còn là người đầu tiên đưa điện ảnh lên sân khấu với vở Đại đội trưởng của tôi của Đào Hồng Cẩm. Ông đã dàn dựng thành công nhiều vở như Tàn đêm (Tất Đạt), Tuổi hai mươi (Lưu Trọng Lư), Đại đội trưởng của tôi (Đào Hồng Cẩm), Bệnh sĩ (Lưu Quang Vũ), Hão (Lê Quý Hiền), Người tốt thành Tứ Xuyên (Bertolt Brecht), Một đêm giông tố..., đã đạt nhiều huy chương vàng, bạc tại các hội diễn sân khấu toàn quốc.
Ngoài công tác biểu diễn, ông còn là nhà giáo, nhà quản lý. Ông là một trong những người sáng lập và là hiệu trưởng của Trường Nghệ thuật sân khấu Việt Nam (trước là Trường Ca kịch Dân tộc) rồi sau là Trường Đại học Sân khấu Điện ảnh Việt Nam (sáp nhập bởi Trường Nghệ thuật sân khấu và Trường Nghệ thuật Điện ảnh). Nhiều học trò đầu tiên của ông sau này là những đạo diễn, diễn viên nổi tiếng như Trọng Khôi, Doãn Hoàng Giang, Đoàn Dũng, Trần Minh Ngọc, Thế Anh, Mỹ Dung, Doãn Châu... Ông còn giữ các chức vụ: Uỷ viên Thường trực Ban chấp hành Hội Nghệ sĩ Sân khấu Việt Nam khoá I (1957 - 1983), Chủ tịch Hội đồng nghệ thuật Hội Nghệ sĩ Sân khấu Việt Nam. Từ năm 1984 đến 1993, ông giữ chức Thứ trưởng Bộ Văn hoá Thông tin, phụ trách mảng nghệ thuật.
Đình Quang còn đóng góp lớn trong công tác phê bình lý luận sân khấu nói riêng và văn hóa nói chung. Ông đã viết hàng chục cuốn sách nghiên cứu lý luận sân khấu như Mấy vấn đề về nghệ thuật biểu diễn (1962), Kỹ thuật tâm lý diễn viên (1968), Nghệ thuật biểu diễn hiện thực tâm lý (1978),  Sân khấu tiểu luận (1975), Phương pháp sân khấu Bectôn Brếch (1983), B.Brecht und das Theater Vietnam (tiếng Đức – 1989),  Bàn về sân khấu tự sự (1982), Sân khấu Việt Nam (1998)... Ông là tác giả những cuốn sách về văn hóa như Còn nhân loại, còn văn hóa; Nhận thức và xử lý văn hóa trên thế giới; Văn học nghệ thuật và sự hình thành phát triển nhân cách; Văn học nghệ thuật Thăng Long - Hà Nội quá khứ và hiện tại, Nghệ thuật Việt Nam với sự phát triển nhân cách và văn minh Việt Nam... Nhiều tác phẩm của ông đã được tập hợp trong bộ Tuyển tập Đình Quang gồm 4 tập: Về sân khấu Việt Nam; Về sân khấu nước ngoài (1962), Về văn học nghệ thuật (1995), Về văn hóa (1999), đã được nhận Giải thưởng Hồ Chí Minh về văn học nghệ thuật năm 2007.
Nguyễn Đình Quang là một tên tuổi có nhiều đóng góp lớn cho nghệ thuật sân khấu Việt Nam ở cả bốn lĩnh vực: biểu diễn, đào tạo, lý luận phê bình và quản lý... Ông được trao tặng danh hiệu Nghệ sĩ nhân dân năm 1993 và học hàm Giáo sư năm 1984.
Ông qua đời ngày 12 tháng 7 năm 2015 tại Đà Nẵng.

## Tác phẩm

### Kịch
- Người anh (1947)
- Bên kia (1949)
- Lối vườn hoa (1950)
- Hạt vàng (1951)
- Khăn tang kháng chiến (1952)
- Một gia đình dũng cảm (1959)
- Anh Trỗi viết cùng Lưu Trọng Lư và Vũ Khiêu (1965).

### Nghiên cứu lý luận
- Mấy vấn đề về nghệ thuật biểu diễn (1962)
- Kỹ thuật tâm lý diễn viên (1968)
- Nghệ thuật biểu diễn hiện thực tâm lý (1978)
- Sân khấu tiểu luận (1975)
- Phương pháp sân khấu Bectôn Brếch (1983)
- B.Brecht und das Theater Vietnam (tiếng Đức - 1989)
- Bàn về sân khấu tự sự (1982)
- Sân khấu Việt Nam (1998)
- Còn nhân loại, còn văn hóa
- Nhận thức và xử lý văn hóa trên thế giới
- Văn học nghệ thuật và sự hình thành phát triển nhân cách
- Văn học nghệ thuật Thăng Long – Hà Nội quá khứ và hiện tại
- Nghệ thuật Việt Nam với sự phát triển nhân cách và văn minh Việt Nam
- Văn học nghệ thuật với xã hội và con người trong phát triển
- Tuyển tập Đình Quang
  1. Về sân khấu Việt Nam (1962)
  2. Về sân khấu nước ngoài'' (1962)
  3. Về văn học nghệ thuật (1995)
  4. Về văn hóa (1999)